# 善马沟遗址
善马沟遗址，位于中国青海省互助县台子乡善马沟村，为第六批青海省文物保护单位，公布日期为1998年12月22日，类型为古遗址。
善马沟遗址的历史年代为青铜时代。